# Isidorea leptantha
Isidorea leptantha är en måreväxtart som beskrevs av Ignatz Urban. Isidorea leptantha ingår i släktet Isidorea och familjen måreväxter. Inga underarter finns listade i Catalogue of Life.